# Župkov
Župkov – wieś (obec) na Słowacji położona w kraju bańskobystrzyckim, w powiecie Žarnovica. Pierwsze wzmianki o miejscowości pochodzą z 1808 roku.
Według danych z dnia 31 grudnia 2012 roku, wieś zamieszkiwało 860 osób, w tym 428 kobiet i 432 mężczyzn.
W 2001 roku pod względem narodowości i przynależności etnicznej 99,18% mieszkańców stanowili Słowacy, a 0,14% Morawianie.
Ze względu na wyznawaną religię struktura mieszkańców kształtowała się w 2001 roku następująco:
- Katolicy rzymscy – 92,45%
- Ewangelicy – 1,51%
- Ateiści – 2,88%
- Nie podano – 3,16%